# Aleksander Lăpușneanu
Aleksander IV Lăpușneanu (rum. Alexandru Lăpușneanu; zm. 5 maja 1568) – hospodar Mołdawii w latach 1552–1561 i 1564–1568 z rodu Muszatowiczów.
Był nieślubnym synem hospodara Bogdana III Ślepego. Objął tron mołdawski w 1552 po zamordowaniu przez bojarów hospodara Stefana Raresza i odsunięciu panującego zaledwie kilka dni Jana Joldei. Wprowadzony na tron przez stronnictwo polonofilskie, zawdzięczał go polskiemu wsparciu zbrojnemu hetmana Mikołaja Sieniawskiego. Z tego też powodu uznał się lennikiem polskim, uzyskując jednak także zatwierdzenie Wysokiej Porty. Na prośbę prawosławnego biskupa lwowskiego Makarego Tuczapskiego oraz przemyskiego Arssina opłacił koszty odbudowy Cerkwi Ruskiej we Lwowie w latach 1553–1559. Początkowo uległy możnym bojarom lokalnym, z czasem zaczął dążyć do usamodzielnienia się, co wywołało spiski bojarskie, wspierane m.in. przez Polskę. Po ich stłumieniu, Aleksander był lojalny wobec osmańskiego zwierzchnictwa, interweniując m.in. w interesie tureckim na Wołoszczyźnie.
W 1561 utracił tron mołdawski na rzecz wspieranego przez Habsburgów Jana Jakuba Heraklida, pierwszego cudzoziemca na tym tronie (który był wcześniej uczestnikiem jednego ze spisków przeciwko Aleksandrowi, a po jego upadku zbiegł z Mołdawii). Powrócił na tron po trzech latach za sprawą Imperium osmańskiego, mszcząc się na bojarach. Przeniósł wówczas główną siedzibę hospodarską z położonej na północy Suczawy do bliższych Turcji Jass. Zmarł w 1568, prawdopodobnie otruty; został pochowany w ufundowanym przez siebie monastyrze Slatina.
Spośród jego synów trzech (Bogdan, Aron i Piotr) panowało po jego śmierci w Mołdawii.

## Literatura
- J. Demel, Historia Rumunii, Wrocław 1970.